# 疑问词
疑問詞（Interrogative pronoun/Interrogative word、疑問詞）是詞性的一種，包括疑问代词，疑问副词，疑问冠词等，在疑問句中，用來代替說話者在句子中想要詢問的東西。例如誰、哪個、哪裡、什麼（物）等等。疑問代詞根據各語言文法的不同，有放於詞首或詞末的。

## 英文
英文疑問詞包括：
- 疑問限定詞（interrogative determiner，用以指稱特定的名詞）
  - which, what （事物）
  - whose （personal possessive determiner, 人稱所有格限定詞）
- 疑問替代詞（interrogative pro-form）
  - 疑問代名詞
    - who, whom, whose （人）
    - what, which（事物）

  - 疑問代副詞（ interrogative pro-adverb ）
    - where （位置）
    - whither （往何處）
    - whence（從何處）
    - when （時間）
    - how （方法）
    - why （理由）
    - whether and whatsoever （選擇）

幾個特定的代詞性副詞也可以做為疑問代詞使用，例如whereby 和 wherefore。